# StarCraft: Brood War
StarCraft: Brood War (ou Brood War Expansion Set) é o pacote de expansão do jogo StarCraft, criado pela Blizzard Entertainment.
A expansão inclui algumas unidades novas para as três civilizações, Terrans, Protoss e Zergs, além de novas missões em modo Single Player e novos mapas para serem jogados em modo Multi-Player.
Em abril de 2017, o jogo foi feito disponível gratuitamente no site da Blizzard, como preparação para o seu relançamento numa versão remasterizada, que ocorreu em 14 de agosto do mesmo ano.

## Novas unidades
As novas unidades que vêm na expansão são:
- Valkyrie: uma unidade aérea Terran que ataca somente outras unidades aéreas usando mísseis.
- Medic: a unidade terrestre Terran que havia sido esquecida na versão original, são os médicos. Possui três habilidades: Heal, que restaura o HP dos aliados; Restore, que pode restaurar qualquer status de uma unidade (tais como Blind, Ensnare, Plague, Lockdown, Parasite, com exceção de Stasis Field); e Optical Flare, que pode cegar o inimigo, reduzindo drásticamente seu campo de visão e cancelando sua habilidade de detecção (Detector), caso haja.
- Lurker: uma unidade terrestre Zerg que apenas ataca unidades terrestres e construções usando ataques parecidos com a Sunken Colony, uma construção de defesa Zerg. Essa unidade é também a única que tem a habilidade de atacar enquanto enterrada no chão (Burrow)
- Devourer: unidade aérea Zerg que pode apenas atacar unidades aéreas, em contrapartida ao Guardian, presente na versão original, que apenas ataca unidades terrestres e construções.
- Corsair: unidade aérea Protoss, equivale ao Devourer dos Zergs (e à Valkyrie dos Terrans), porém possui um poder especial, a Disruption Web, que é como uma teia que inibe qualquer ataque vindo de uma construção ou unidade mecânica que esteja sob sua influência.
- Dark Templar: unidade terrestre Protoss, é um cavaleiro que possui a habilidade de permanecer invisível (Cloaked), assim como o Observer, além de um grande poder de ataque.
- Dark Archon: resultado da fusão de dois Dark Templars (assim como o Archon é a fusão de dois High Templars), é uma unidade terrestre Protoss que não possui ataque, porém possui três poderes: Maelstrom, que imobiliza unidades orgânicas por alguns instantes; Feedback, que transforma a energia (Mana) do inimigo em pontos de dano; e a temível Mind Control, que permite que o jogador controle uma unidade do inimigo permanentemente.

## A história
A história continua a história do primeiro jogo.

### Quarto episódio
Campanha Protoss
Algumas horas após a morte do Overmind, a única coisa que os Protoss tem que fazer é se salvar, o planeta deles está em ruínas. Agora com Aldaris ajudando todos os Protoss, Zeratul fala de um lugar aonde os Zergs não poderão seguir os Protoss: Shakuras o planeta dos exilados Protoss Dark Templars! Nisso aparece uma pessoa nova muito importante, Artanis um guerreiro Protoss que está disposto a ajudar como pode nesses momentos difíceis. Zeratul passa pelo planeta recolhendo os sobreviventes até o Warp Gate, um portal que levará os Protoss a Shakuras. Aiur está infestada é impossível sobreviver lá, com sucesso eles chegam na Warp Gate e são teleportados para Shakuras. Enquanto isso Fenix e Raynor seguram os Zergs para que eles não passem pelo Warp Gate. Chegando lá eles perdem contato com Fenix e Raynor, suspeitando que eles morreram protegendo o Warp Gate mas, há outras prioridades como estabilizar as bases em Shakuras e encontrar os Dark Templars. Enquanto estabilizavam uma base, eles acabaram encontrando alguns Zergs o que significa que eles estavam conseguindo passar pela Warp Gate, porém eles recebem uma transmissão de Fenix e Raynor que eles, ainda estão lá lutando em Aiur.
Os Dark Templars então aparecem para ajudar os Protoss que chegaram em Shakuras, um deles diz a Zeratul que a Matriarch Dark Templar entrará em contato em breve. Raynor entra em contato novamente, ele diz que, ele e Fenix vão desligar a Warp Gate no lado deles pois é a única maneira dos Zergs não irem para Shakuras, Artanis diz que vai mandar todo o suporte que for necessário. A Matriarch Dark Templar Raszagal entra em contato e diz que, os Dark Templars descobriram um templo Xel'Naga que foi deixado para suas criações, quando usada as energias desse templo corretamente, pode se transformar em uma grande arma, para isso eles precisarão dos cristais Uraj e Khalis para concentrar essa energia e assim limpar os Zergs de Shakuras.
Porem esse templo estava infestado pelos Zergs controlados por 2 Cerebrates, os Protoss atacam esses Zergs e matam esses 2 Cerebrates, porém quando essa batalha termina, Kerrigan chega e diz que esses Zergs não eram dela e que ela precisava de ajuda e tinha boas intenções. Aldaris e Zeratul falam que não acreditam nela porém Raszagal quer escutar o que Kerrigan tem a dizer. Kerrigan diz que, um novo Overmind está crescendo em Char, outros Cerebrates estão se transformando neste novo Overmind e que todos os Zergs que, os Protoss estavam matando desde a queda de Aiur eram as forças do Cerebra Daggoth, ela diz que ela mudou e não é a mesma pessoa que era em Char, pois o antigo Overmind morreu e o controle dele sobre ela não existe mais, diz também que quer ajudar os Protoss a combater Daggoth e a encontrar os cristais Uraj e Khalis. Raszagal, Zeratul e Artanis confiam em Kerrigan, porém Aldaris diz que não vai lutar do lado dela, pois ela está mentindo e está totalmente infestada segundo ele. Kerrigan e Artanis comandam as forças Protoss em uma procura no planeta gelado BRAXIS aonde está localizado o cristal Uraj.
Chegando lá eles encontram uma força Terran desconhecida que veio a pouco tempo naquele planeta, pois Braxis antigamente era uma colônia Protoss. Chegando lá por conseqüência, eles acabam tendo que destruir esses Terrans, pois eles haviam pegado o cristal Uraj. Com sucesso após ter pego o cristal, quando eles estão saindo do planeta Braxis, eles tem uma surpresa, um Terran chamado Alexei Stukov diz ser da UED (United Earth Directorate), esse grupo Terran é a força que comanda o planeta Terra, eles vieram para parar o progresso do Terran Dominion e suas colônias, ele diz também que os Protoss violaram seu espaço aéreo e que eles devem se render ou confrontar as forças da UED. Artanis e outros Protoss tiveram que destruir vários geradores de energia em uma plataforma na órbita de Braxis, assim eles puderam fugir sem se preocupar com as defesas antiaéreas.
Agora é a vez de pegar o cristal Khalis que está em Char, eles vão enfrentar as forças do novo Overmind que está nascendo, além das forças dos Protoss, a Kerrigan também está ajudando com um pequeno grupo de Zergs que ela ainda tem controle. Eles agora tem os 2 cristais em suas mãos, só falta partir para a próxima fase do plano. Aldaris se revolta novamente, porque eles estão ajudando Kerrigan, e assim prepara um ataque junto com os seus Protoss mais leais contra a cidadela Protoss em Shakuras, Raszagal ordena que matem Aldaris.Zeratul, estranha isso, pois a Matriarch sempre foi uma pessoa gentil e bondosa. As forças de Aldaris falham, Zeratul chega perto dele e manda ele e suas forças se renderem, Aldaris vai contar um segredo sobre Kerrigan porém nisso chega a mesma e mata Aldaris. Zeratul diz que nunca mais irá ajudar ela, Kerrigan diz que apenas o usou para matar os Cerebrates Renegados afinal quando um Overmind morre os Cerebrates podem se revoltar entre si, e 1 deles estavam contra Kerrigan... Após isso Kerrigan foge.
Agora falta a parte final: eliminar todos os Zergs de Shakuras. Apesar de Zeratul achar que matar os Zergs em Shakuras só vai completar os planos de Kerrigan, é o que deve ser feito se não eles não terão lugar para viver. Os Protoss constroem uma grande defesa envolta do templo dos Xel'Nagas, Artanis coloca dentro do templo o cristal Uraj que contem o puro poder dos Templars, Zeratul coloca o cristal Khalis que tem o puro poder dos Dark Templars, eles precisam de um tempo para recarregar a energia, apesar dessas defesas estarem sendo destruídas pelos massivos ataques dos Zergs, os Protoss conseguiram a tempo defender o templo. Então esses 2 cristais recarregam, o templo solta uma grande energia matando todos os Zergs da superfície de Shakuras assim, salvando os Protoss. Com isso, Kerrigan ganha controle de seus Zergs novamente.

### Quinto episódio
Campanha Terran
Um novo grupo de Terrans veio para este setor. Eles se chamam UED (United Earth Directorate) e vieram diretamente da Terra para botar um fim no Terran Dominion e no avanço dos Zergs. Um de seus líderes é Gerard Dugalle e o seu vice Alexei Stukov.
Eles começam então seus ataques, primeiro a uma base do Terran Dominion em Braxis na qual encontram um ghost chamado “Samir Duran”, Duran foi um antigo soldado da confederação e quer lutar ao lado da UED. Essa base é destruída, a UED avança de forma devastadora com todos os tipos de técnicas, eles roubam BattleCruisers do Terran Dominion e usam contra eles. A UED descobre uma arma criada durante a invasão Zerg em Tarsonis chamada Psi Disrupter, essa máquina está ligada com os Zergs e pode parar a sua “conectividade”. Duran diz que se a arma cair nas mãos do Terran Dominion a UED enfrentará sérios problemas, ele diz que a arma deve ser destruída. Apesar de Stukov ter discordado dizendo que o Psi Disrupter é a chave da vitória contra os Zergs, Dugalle pediu para que Duran fizesse o trabalho de destruição do Psi Disrupter mesmo assim.
Chegando em Tarsonis, Duran e sua tropa eliminam algumas colônias Zergs que rodeavam o Psi Disrupter, porém na hora de demoli-lo chegam alguns ghosts e dizem sobre a ordem do Stukov que, Duran não precisa se preocupar com o trabalho, pois eles irão demolir. Agora é a vez de acabar totalmente com o Terran Dominion, a UED ataca o planeta deles “Korhal”, começaram atacando primeiro pelas defesas, destruindo assim a capacidade do Terran Dominion em ter mísseis nucleares e Battlecruisers. Atacaram então Augusgrad uma das fortalezas mais poderosas naquele planeta, a onde estava localizado o cento de comando do Mengsk que também fora destruído. Mengsk tenta escapar, ele é cercado pelas naves de Dugalle, mas é salvo por um motivo desconhecido pelos Protoss e Jim Raynor (Após Kerrigan ser levada pelos Zergs, Raynor se tornou inimigo do Terran Dominion).
O planeta inteiro de Korhal agora está sob o comando da UED. Stukov, Duran e as tropas da UED vão para Aiur, o planeta devastado dos Protoss, para caçar Mengsk e Raynor. Lá eles encontram muitos problemas, pois além dos Protoss, o planeta está infestado pelos Zergs. Boa parte da base dos Protoss é destruída e algo inesperado acontece, Stukov vê no radar dele que uma força massiva dos Zergs está vindo na posição do Duran, Duran responde que o radar de Stukov está com problemas e então os 2 perdem contato um com o outro. Porém era verdade, os Zergs vieram e isso facilitou com que Mengsk e Raynor escapassem pelo Warp Gate dos Protoss. Após tudo isso, Dugalle descobre que Stukov abandonou a batalha em Aiur, para ir em Braxis reconstruir o Psi Disrupter, pois ele não havia destruído como foi ordenado. Duran diz que Stukov está tentando sabotar a missão de Dugalle neste setor, Dugalle manda que Duran e um grupo de soldados invada a base onde Stukov está.
Duran invade, acha Stukov e da um tiro nele, Duran usa sua habilidade de invisibilidade ghost e some. Stukov ferido, perto da morte conta o que Duran fez: “Dugalle...eu não sou o seu traidor... Duran é o traidor..ele te convenceu a destruir o Psi Disrupter que é a única chance de vencer os Zergs.... ele trouxe todos aqueles Zergs em Aiur para que os fugitivos escapassem...talvez ele esteja infestado......”. Stukov morre, Dugalle procura nos sistemas da base, mas não acha registro por onde Duran tenha escapado. Dugalle reconstrói o Psi Disrupter e parte para um plano aonde ele acabará com os Zergs. A UED vai até o planeta Char capturar o Overmind, eles usam o Psi Disrupter para romper o controle da Kerrigan sobre os Zergs e então mandam médicos para dopar o novo Overmind que estava crescendo. Com o controle desses médicos sobre o Overmind, o bichão ficaria “manso” assim a UED teria controle sobre os Zergs do Overmind.

### Sexto episódio
Campanha Zerg
Duran realmente está trabalhando junto com Kerrigan, ele está infestado porém não houve mutações como em Kerrigan, apenas sua voz está alterada então não se sabe como foi feita sua infestação. Kerrigan tenta manter contato com Fenix, Raynor e Mengsk. Ela explica que: “Vocês todos sabem do passado da UED, ter o controle do Overmind para ela é apenas o primeiro passo, por isso eu pedi para que Fênix e Raynor salvassem Mengsk...por enquanto seremos aliados apenas isso, o Psi Disrupter está dificultando-me de controlar os Zergs do único Cerebrate que não caiu na influência do Overmind da UED, eu preciso que vocês destruam o Psi Disrupter e assim eu os ajudarei a tomar controle de Korhal”. Apesar de saberem do passado de Kerrigan, eles não têm escolha se não ajudar ela, pois a UED é muito poderosa. Agora são Quatro contra dois: Zergs da Kerrigan, soldados do Raynor, Protoss e Terran Dominion x UED e seus “pet Zergs”.
Eles começam os ataques contra a UED, destroem os geradores de energia do Psi Disrupter em Braxis, assim o Psi Disrupter funciona parcialmente, Mengsk mandou um Psi-Emmiter para a Kerrigan e isso fez com que atraísse alguns Zergs Renegados até ela para que conseguisse o controle sobre esses poucos Zergs. Agora que ela pode comandar esses Zergs, ela constrói uma colméia, e destrói por ela mesma o Psi Disrupter. assim garantindo o controle dos Zergs do único Cerebrate que está em seu comando. Agora falta a Kerrigan se estabilizar, ela pede para que Fênix lidere as forças Zerg em um assalto no planeta Moria, para que roube muitos recursos dos Kel-Morian Combine (É um grupo de "Pirate Marines" eles são 1 das várias colônias Terran nas guerras com a Confederação), assim garantindo que ela tenha um ataque poderoso em Korhal. Tudo ocorreu bem, e é hora do ataque, os 4 grupos atacam poderosamente UED em Korhal. Durante o ataque eles percebem que a UED realmente concluiu seus planos, já não bastava sua tecnologia e poderosos soldados, mas eles tinham ZERGS ao seu lado graças ao Overmind dopado. Mesmo assim a UED não agüentou o ataque desses 4 exércitos...Korhal novamente está no controle do Terran Dominion.
Ok e agora o que acontece com a aliança? Kerrigan comanda para que seus Zergs ataquem todos os que eram seus antigos aliados. Duran sugere uma estratégia: atacar o mais rápido possível durante 6 minutos, pois as forças do Terran Dominion e Protoss estavam comemorando a vitória sobre a UED. Duran é ótimo junto com Kerrigan. As forças Zergs destroem todos que estavam naquele local, inclusive acabam morrendo FENIX dos Protoss e DUKE do Terran Dominion. Raynor jura que matará Kerrigan pela morte do Fenix.
Agora é a vez do Overmind morrer. Kerrigan ordena que Duran seqüestre a Matriarch Dark Templar Raszagal em Shakuras. Após a Matriarch ser seqüestrada, Kerrigan diz a Zeratul que se ele e seus Dark Templars matarem o Overmind, ela soltará a Matriarch. Zeratul diz que a palavra de Kerrigan não vale nada porém a Matriarch ordena que Zeratul faça isso, não só por ela mas pelos Protoss em geral. O Overmind da UED morre, Kerrigan ganha controle dos seus Zergs novamente, na hora de devolver Raszagal Kerrigan pergunta: “Raszagal você quer retornar a sua tribo?”, Raszagal responde “NÃO, quero servir apenas você minha rainha”. Raszagal estava controlada mentalmente por Kerrigan desde quando Zeratul saiu de Aiur e voltou a Shakuras.. infelizmente da última vez, Aldaris estava certo em se rebelar. Zeratul é teletransportado pelos Protoss junto com Raszagal para um base deles em Char. As forças de Kerrigan vão rapidamente atrás dele assim o cercando e não deixando outra escolha a Zeratul: matar Raszagal. Zeratul mata a Matriarch afinal era melhor ela morta, do que servindo o enxame Zerg. Kerrigan diz que não vale a pena matar Zeratul nessa ocasião e deixa que ele fuja. Duran misteriosamente desaparece e Kerrigan está sozinha junto com seus Zergs.
Após matar a matriarca, Zeratul vai atrás de um povo Protoss perdido em Braxis. Chegando neste local ele encontra um grupo de Terrans e Protoss mercenários fazendo certas experiências. Lá ele acaba encontrando Duran. Duran diz que ele construiu um hibrido de Zerg e Protoss e diz que ele não é Terran nem Zerg, que Zeratul é muito novo para compreender o universo, que ele (Duran) serve um grande poder adormecido há muito tempo, um poder que está refletido no híbrido de Zerg e Protoss e que quando o Híbrido acordar, mudará todo o futuro do universo para sempre.
Enquanto planejava seu próximo passo, Kerrigan é surpreendida por 3 exércitos: da UED, do Domínio e Protoss. Eles falam que viram quem era o verdadeiro inimigo e que irão acabar com ela. As forças Zergs acabam destruindo todos. Dugalle vendo sua derrota se mata, e assim não sobrou nenhuma tropa da UED para mandar a notícia para a Terra. As forças do Domínio voltam para Korhal para reconstruir seu império. Os Protoss retornam para sua tribo para reconstruir sua civilização. Raynor se distância de seus amigos Protoss. E agora a rainha das lâminas controla todo o enxame Zerg.

## Recepção
Brood War foi aclamado pela crítica, com os especialistas elogiando tanto a história quanto os desenvolvimentos feitos para o jogo. Ao fim de maio de 2007, StarCraft I e sua expansão Brood War já haviam vendido mais de 10 milhões de cópias. O jogo se tornou popular entre competidores profissionais pelo mundo todo, mas acabou virando uma febre na Coreia do Sul, onde jogadores e equipes profissionais jogavam campeonatos, tinham patrocínios gigantescos, em confrontos que eram televisionados ao vivo.